# Карловиці (Познанський повіт)
Карловиці (пол. Karłowice, нім. Vorwerk Karlowitz) — село в Польщі, у гміні Сважендз Познанського повіту Великопольського воєводства.
Населення — 360 осіб (2011).
У 1975-1998 роках село належало до Познанського воєводства.

## Демографія
Демографічна структура станом на 31 березня 2011 року:
|          | Загалом | Допрацездатний вік | Працездатний вік | Постпрацездатний вік |
| -------- | ------- | ------------------ | ---------------- | -------------------- |
| Чоловіки | 194     | 57                 | 126              | 11                   |
| Жінки    | 166     | 36                 | 109              | 21                   |
| Разом    | 360     | 93                 | 235              | 32                   |